# Тест Нира на импинджмент плечевого сустава
Тест Нира на импинджмент-синдром плечевого сустава (англ. Neer Impingement Test) — тест, предназначенный для воспроизведения симптомов импинджмент-синдрома вращательной манжеты плеча посредством сгибания плеча и приложения давления. Симптомы должны воспроизводиться, если есть проблема с надостной или двуглавой мышцами плеча. Этот тест также связан с тестом Хокинса-Кеннеди и тестом Джоба.

## Процедура
Пациент сидит на столе или стоит рядом с ним, и его просят повернуть руки внутрь. Врач должен стоять на той стороне, которая проверяется. Врач кладет одну руку на лопатку пациента, а другую руку на руку пациента ниже локтя. Врач сгибает плечо пациента вперёд.

## Механизм
При выполнении теста локоть должен быть разогнут, плечевая кость находится во внутренней ротации, а предплечье — в пронации. Когда врач пассивно сгибает руку вперёд, это вызывает сжатие структур между большим бугорком плечевой кости, нижним акромионным отростком и акромиально-ключичным суставом.

## Результаты
На положительный результат указывает боль в переднем или боковом плече при полном сгибании. Это указывает на проблемы, связанные с сухожилиями надостной мышцы и длинной головки двуглавой мышцы плеча. Врач должен знать о ложноположительном результате теста, вызванном ограниченным сгибанием плеча вперёд.

## История
Тест Нира был создан врачом хирургом-ортопедом Чарльзом Ниром II, в 1972 году на основе того, что он наблюдал во время операций на плече. Он отметил значительную дегенерацию сухожилия надостной мышцы. Он обнаружил, что когда рука была в сгибании и внутреннем вращении, она давила на сухожилия под акромиально-ключичным суставом. Поэтому он создал этот тест, чтобы воспроизвести симптомы, указывающие на поражение в этой области.